# 溫羅

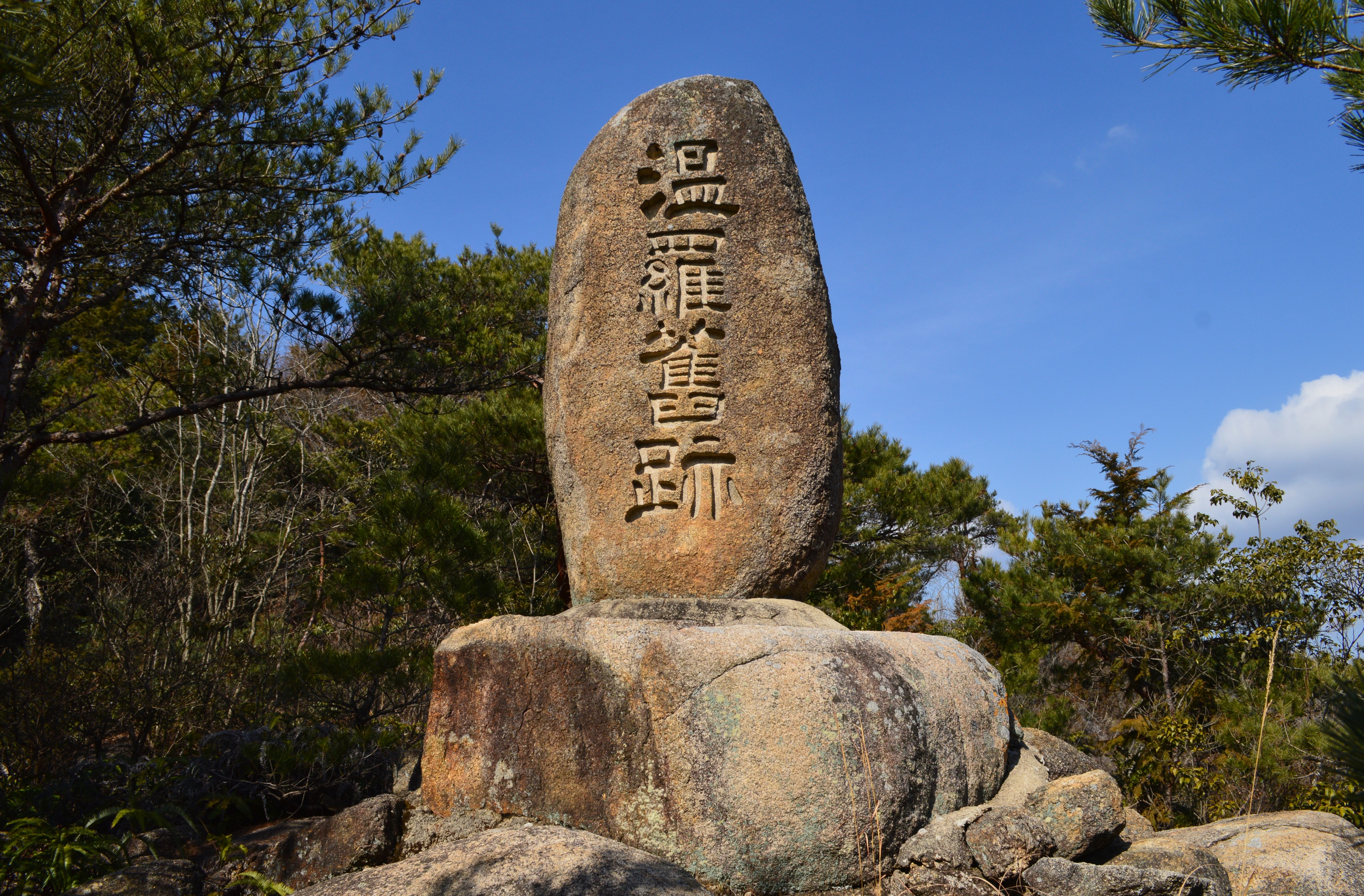
鬼之城的溫羅舊跡碑

溫羅（うら、おんら）是岡山縣南部的吉備地方傳說的鬼。據說此鬼退治傳承是桃太郎的原型。

## 概要

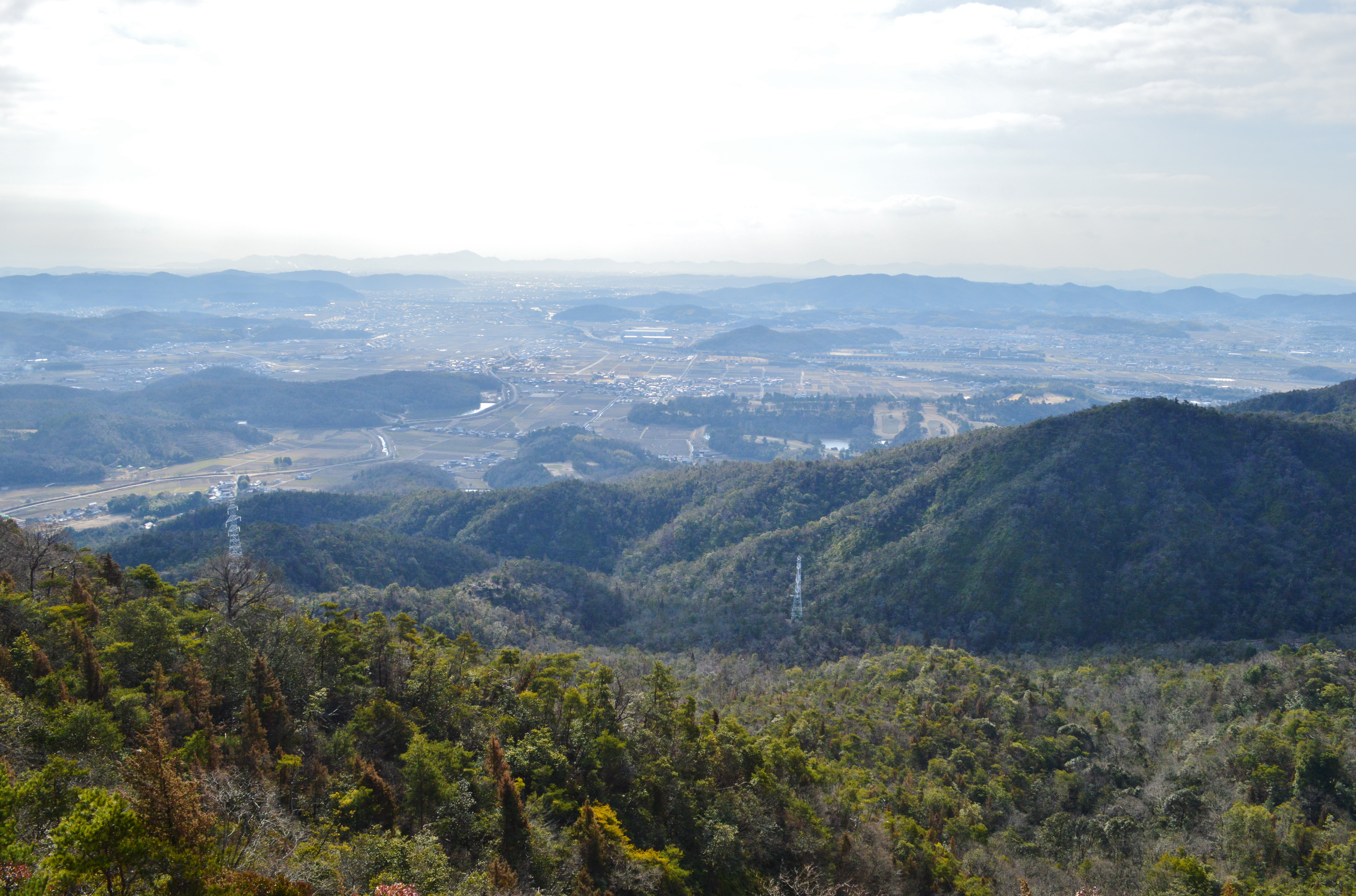
吉備地方的平野（從鬼之城挑望）

根據傳承，有名為溫羅的鬼神飛來吉備國，有「吉備冠者」之異稱，居城稱做鬼之城，其兩眼如虎狼般銳利，身高一丈四尺，力量絕倫，個性剽悍又凶惡，作惡多端。吉備的百姓去京都訴苦，但是，溫羅從大和王權派遣的武將手中逃脫。因此，崇神天皇（第10代）派遣孝靈天皇（第7代）之子、四道將軍之一的五十狹芹彥命。
討伐之際，五十狹芹彥命在現在的吉備津神社之地構築本陣。他一次又一次向溫羅射箭，但溫羅每次都用石頭把箭撃落。因此，他同時射出兩箭，一箭被擊落，但另一箭射穿了溫羅的左眼。溫羅化成雉雞逃走，五十狹芹彥命則化成鷹追上去。溫羅又變身成鯉魚逃走，五十狹芹彥命則變成鵜，溫羅被抓住後投降，獻上「吉備冠者」之名，從此五十狹芹彥命被稱作吉備津彦命。
溫羅被梟首示眾，但頭仍有生氣，有時會睜開眼睛發出呻吟。害怕的人們向吉備津彥命求助，吉備津彥命命令家臣犬飼武命讓狗啃食成骨，但仍未平靜。接下來，吉備津彥命將骨深深埋入吉備津宮釜殿的竈的地下，但13年間，呻吟聲從未停止，一直響徹四周。某日，溫羅出現在吉備津彥命的夢中，告知讓溫羅的妻子阿曾媛做釜殿的神饌。吉備津彥命告訴人們此事並舉行神事時，呻吟聲終於平息。之後，據說此為占卜吉凶的釜鳴神事的起源。

## 人物
溫羅（うら）
有「吉備冠者」、「鬼神」之稱。以鬼之城為據點。傳說中，這些鬼是渡來者，能夠飛翔，體型龐大，力大無比，還是大酒飲。關於起源的說法，根據不同的文獻，有的提到出雲、九州、朝鮮半島南部。
阿曾媛（あぞひめ）
溫羅的妻子。阿曾鄉(現總社市阿曾地區)的祭司(祝，しゅく)的女兒。
王丹（おに）
溫羅的弟弟。
吉備津彥命（きびつひこのみこと）
記載於《記紀》中。「大吉備津日子命」也是其中一個名稱。這些名稱都是在吉備平定之後使用的，本名為「彥五十狹芹彥命」（ひこいさせりびこのみこと，亦作比古伊佐勢理毘古命）。
第7代孝靈天皇的皇子。在《日本書紀》中被列為四道將軍之一。《古事記》和《日本書紀》均記載他被派遣征伐吉備。其妃名為百田弓矢比賣命和高田姫命。
稚武彥命（わかたけひこのみこと）
記載於《記紀》中。「若日子建吉備津日子命」也是其中一個名稱。其兄被稱為「大吉備津彦命」，而稚武彦命有時也被記載為「吉備津彦命」。
他是第7代孝靈天皇的皇子，為吉備津彦命的弟弟。在《古事記》中記載他與兄長一同被派遣至吉備。
犬飼健命（いぬかいたけるのみこと）
被稱為忠實的家臣，並被認為是桃太郎故事中狗的模型。後來，犬養毅稱自己為該家臣的後裔。
樂樂森彥命（ささもりひこのみこと）
當地出身的家臣，被譽為智將，並被認為是桃太郎故事中猴子的模型。據說他的出身是縣主，還說他的女兒高田姫命嫁給了吉備津彦命。
留玉臣命（とめたまおみのみこと）
亦稱「遣靈彥命」(遣霊彦命)。被認為是鳥飼區優秀的家臣，並被認為是桃太郎故事中雉雞的模型。

## 據點傳承地

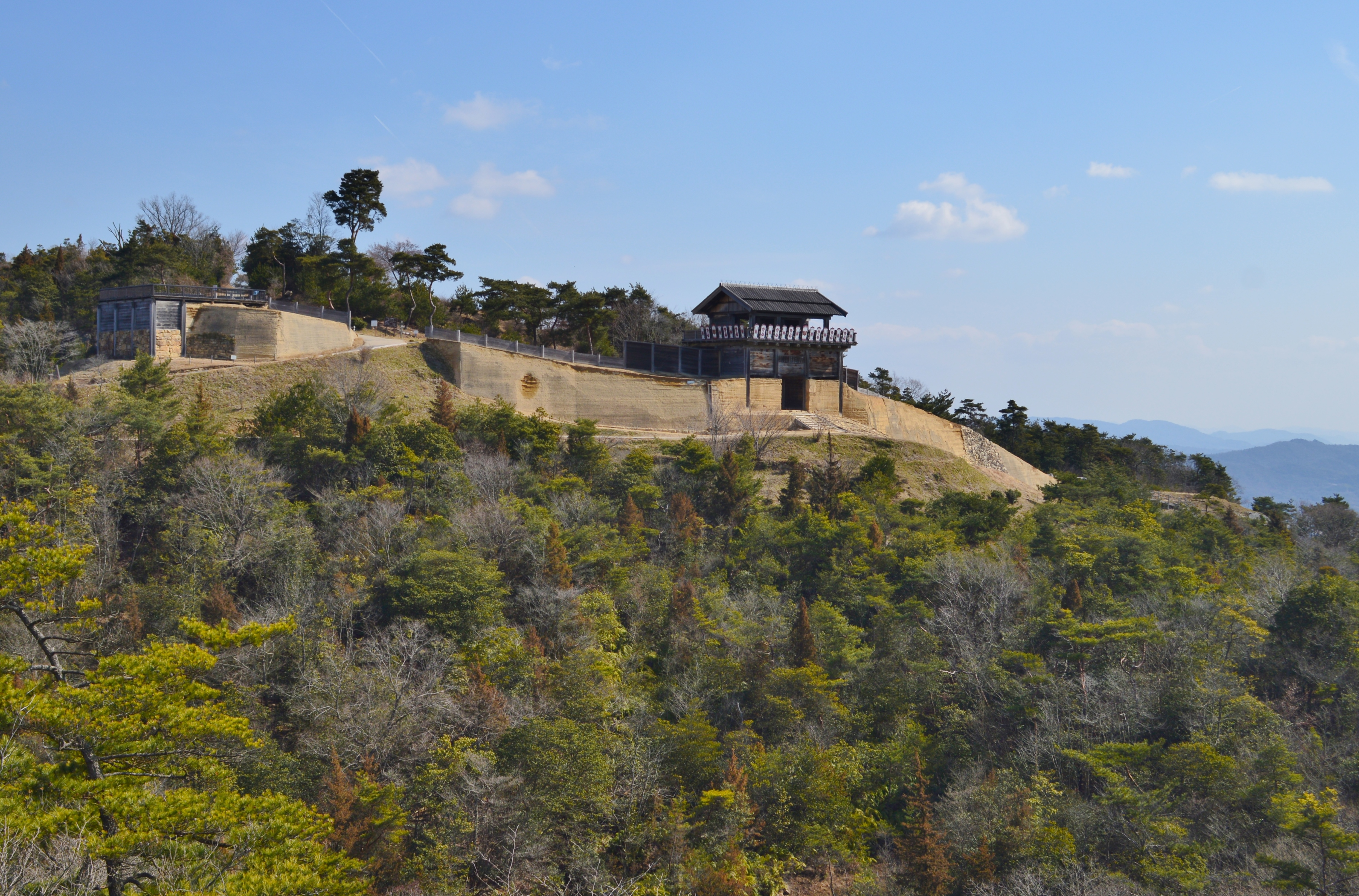
鬼之城–溫羅根據地

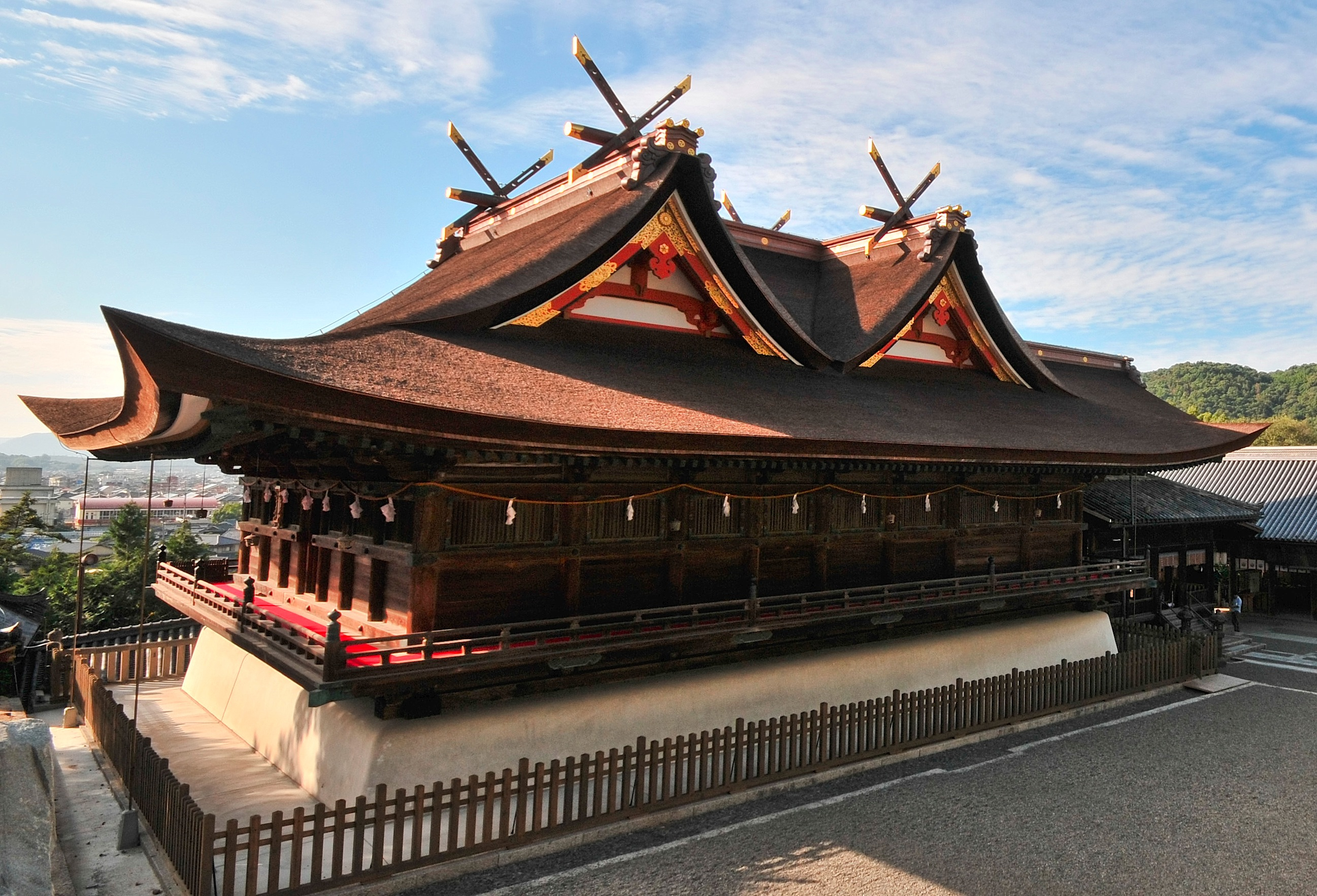
吉備津神社（備中國一宮）
吉備津彥命根據地。

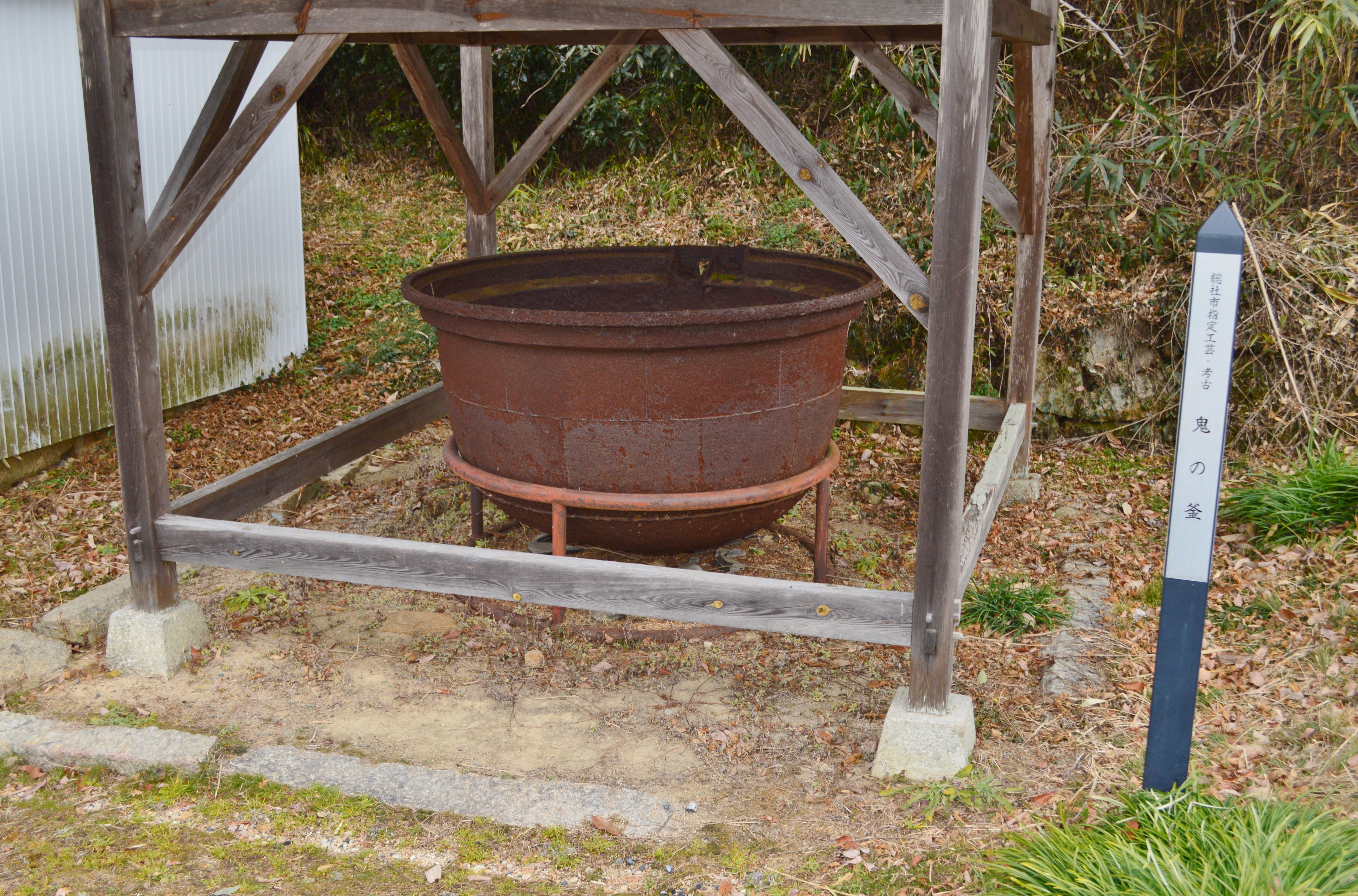
鬼之釜
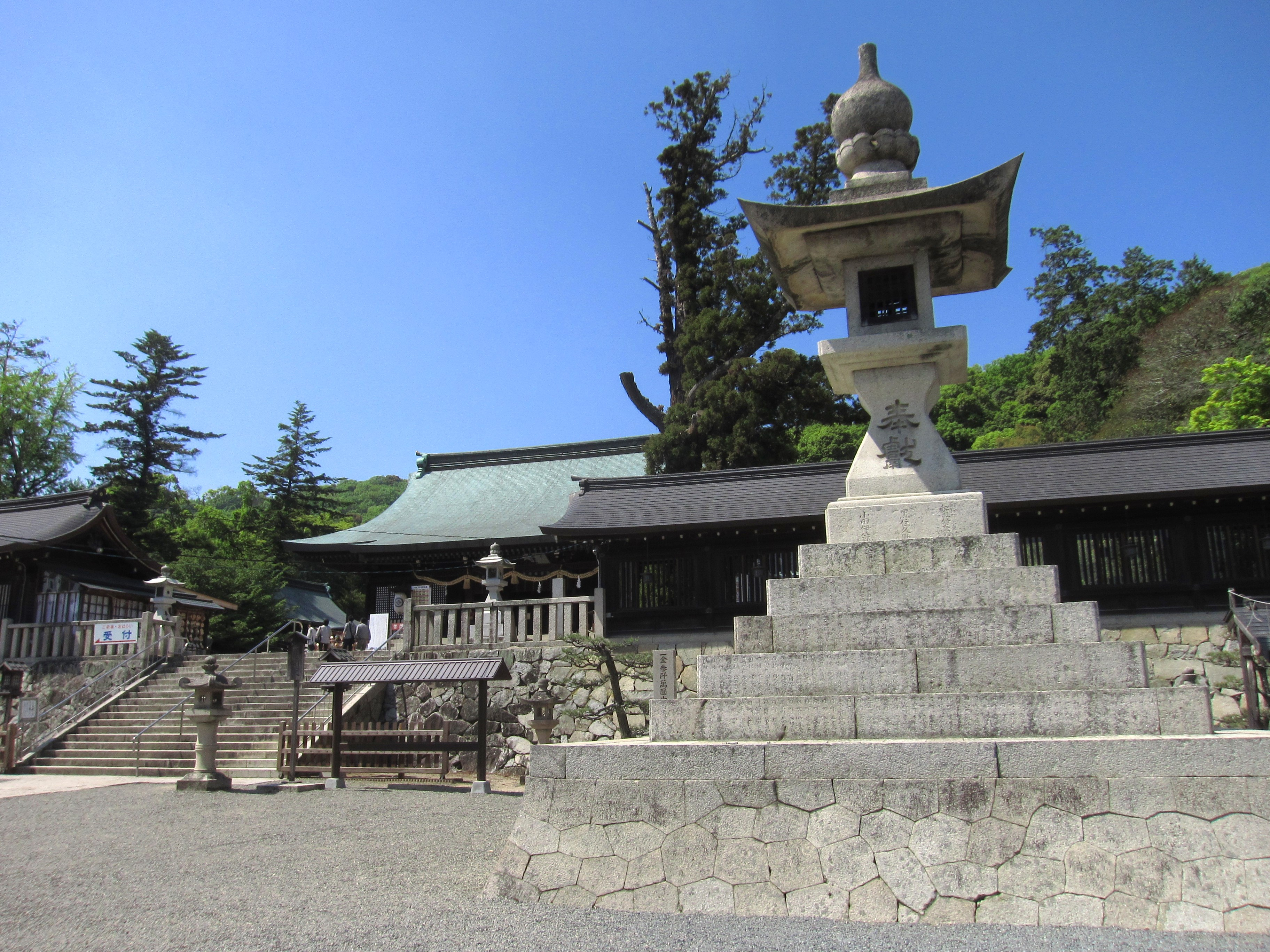
吉備津彥神社（備前國一宮）
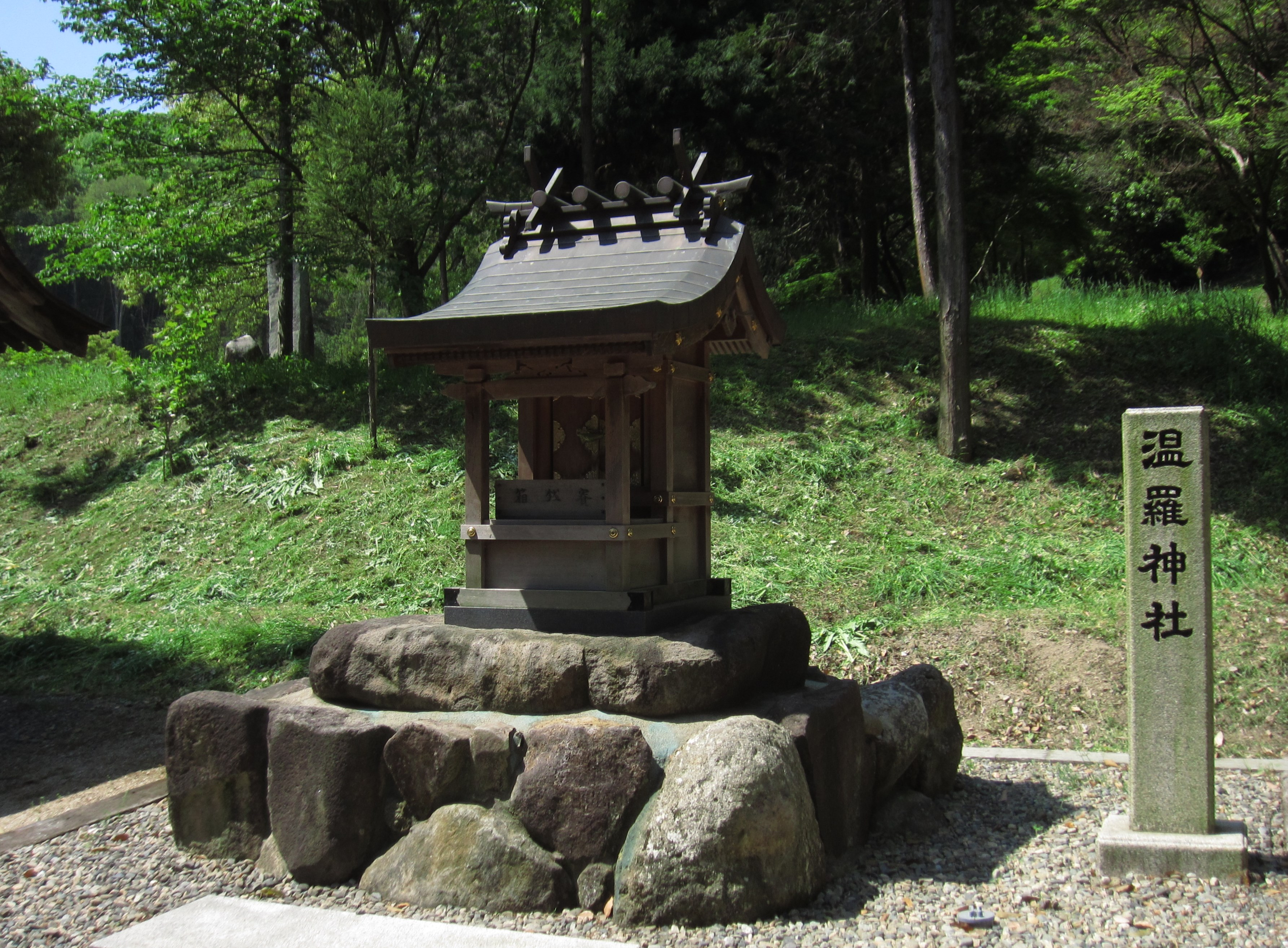
溫羅神社（吉備津彥神社末社）

- 鬼之城（鬼ノ城，きのじょう）
總社市奥坂（34°43′35.53″N 133°45′46.49″E / 34.7265361°N 133.7629139°E）。
神籠石（日语：神籠石）式的山城、國家的史跡。據說是溫羅的根據地。

- 鬼之釜（鬼の釜，おにのかま）
總社市黑尾（34°43′22.26″N 133°45′22.26″E / 34.7228500°N 133.7561833°E）。
位於鬼之城登山步道旁，為總社市指定有形文化財。傳說溫羅在那裡將祭品煮熟（實際上是新山寺的湯釜[6]）。

- 鬼之岩屋（鬼の岩屋（鬼の差し上げ岩））
總社市奥坂（34°44′16.81″N 133°45′23.64″E / 34.7380028°N 133.7565667°E）。
岩屋寺的一個洞窟。相傳此處為溫羅居住的地方。

- 阿宗神社（あそうじんじゃ）
總社市奥坂（34°42′47.98″N 133°46′43.62″E / 34.7133278°N 133.7787833°E）。
據說溫羅的妻子阿曾媛與此地有關。阿曾鄉一帶出土了許多古代製鐵遺跡。此外，吉備津神社的鳴釜祭祀所用的釜，也確定是由當地鑄造師製作的。

- 吉備津神社
岡山市北區吉備津（34°40′14.63″N 133°51′02.29″E / 34.6707306°N 133.8506361°E）。
式內社（名神大社）、備中國一宮。主殿是國寶。傳說吉備津彥命在此駐紮。還有，也有人說是吉備津彥命舉行祭典的地方[7]，祭祀他為主神。主殿外陣的東北（艮、丑寅）角，祀奉溫羅和王丹（弟弟）為「艮御崎神」，在平安時代末的《梁塵秘抄》中，有「艮御崎是多麼恐怖（艮みさきは恐ろしや）」的詩句。

- 吉備津彥神社
岡山市北區一宮（34°40′36.0″N 133°51′49.3″E / 34.676667°N 133.863694°E）。
備前國一宮。這裡供奉著吉備津彥命。境內末社有供奉溫羅和魂的溫羅神社，本殿周圍的四個角落供奉著樂樂森彥命、樂樂與理彥命、夜目山主命、夜目麿命。

- 鬼之釜
- 吉備津彥神社（備前國一宮）
- 溫羅神社（吉備津彥神社末社）

### 戰爭傳承地

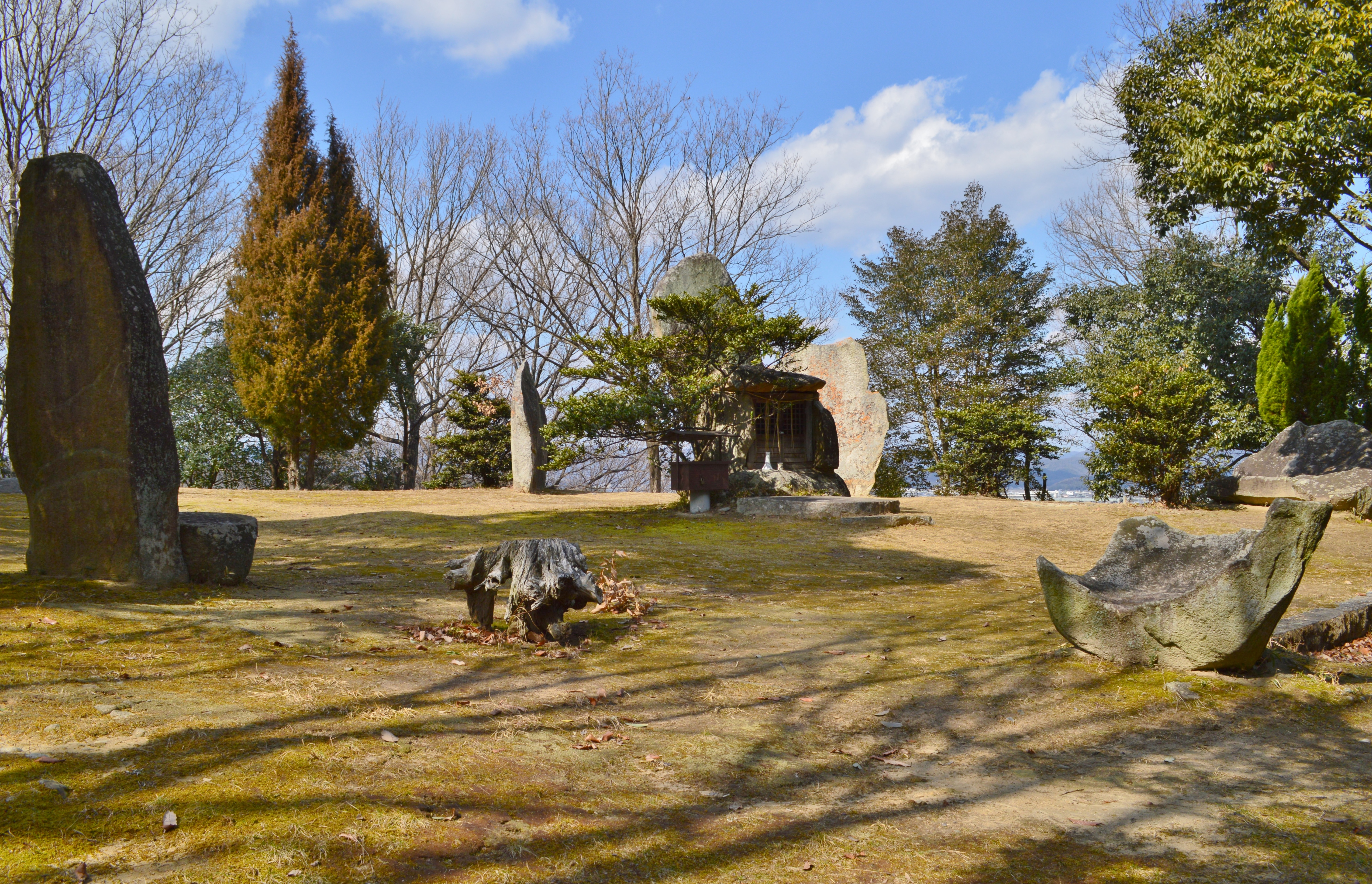
楯築墳丘墓
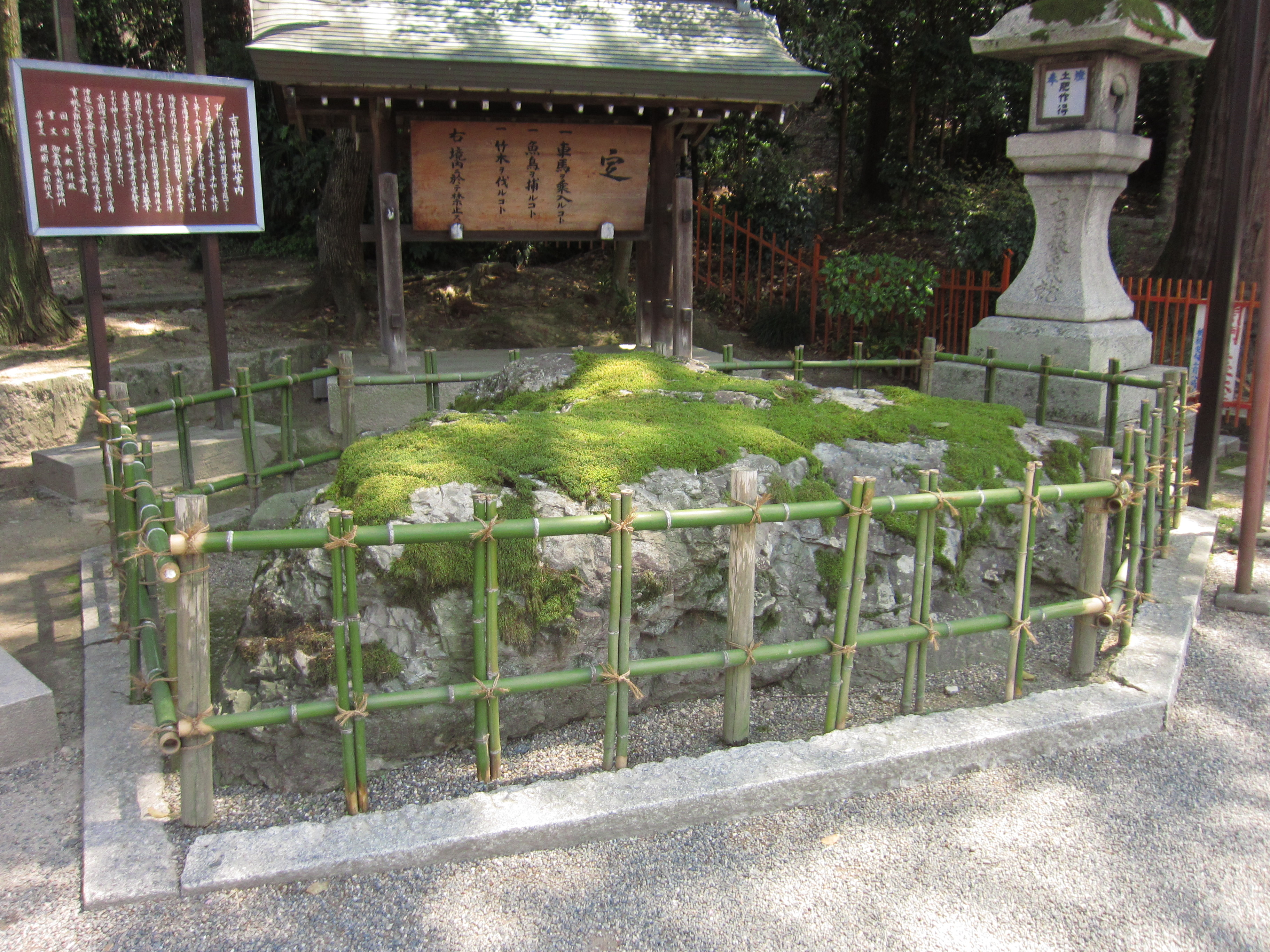
矢置岩
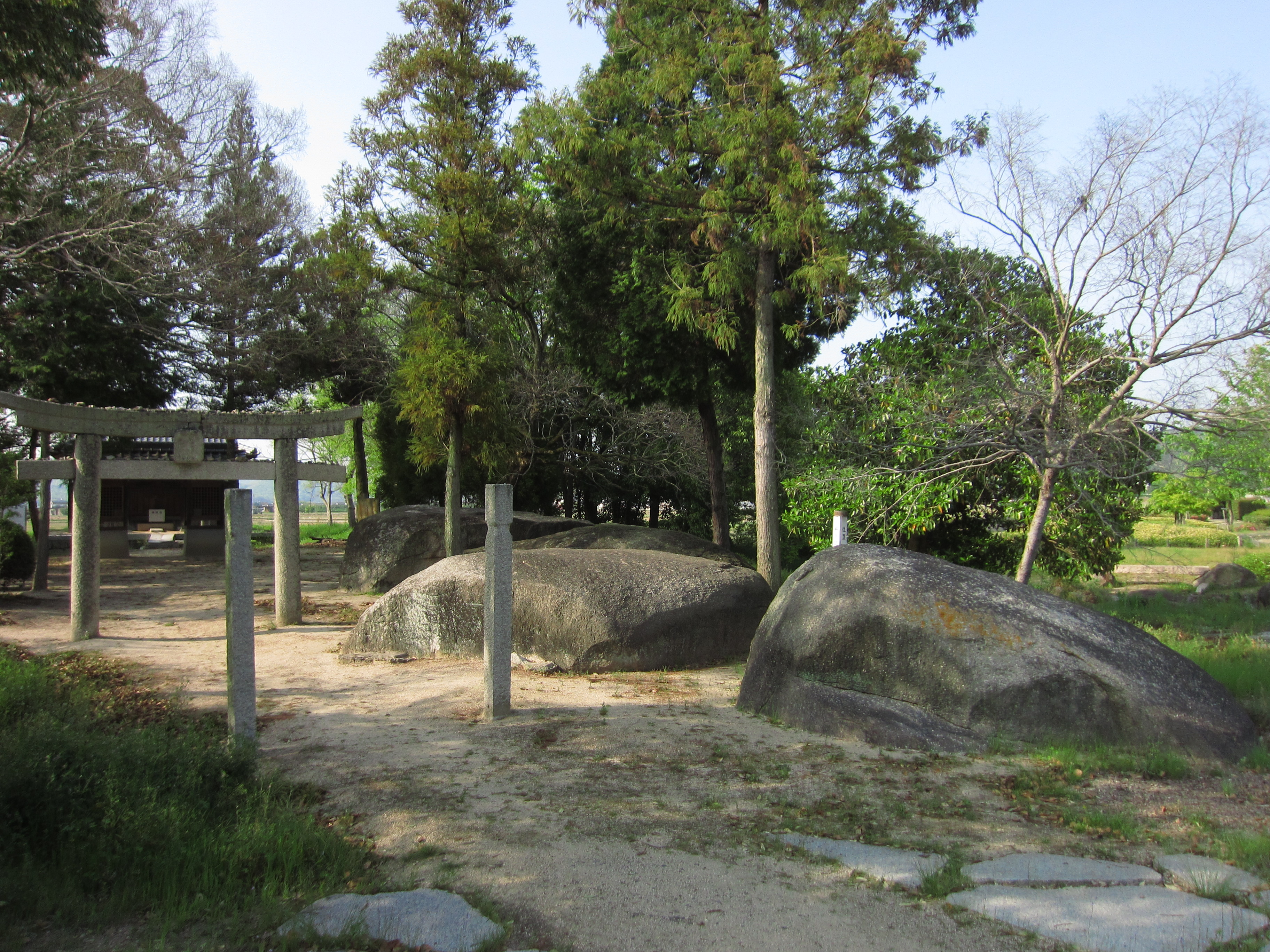
矢喰宮
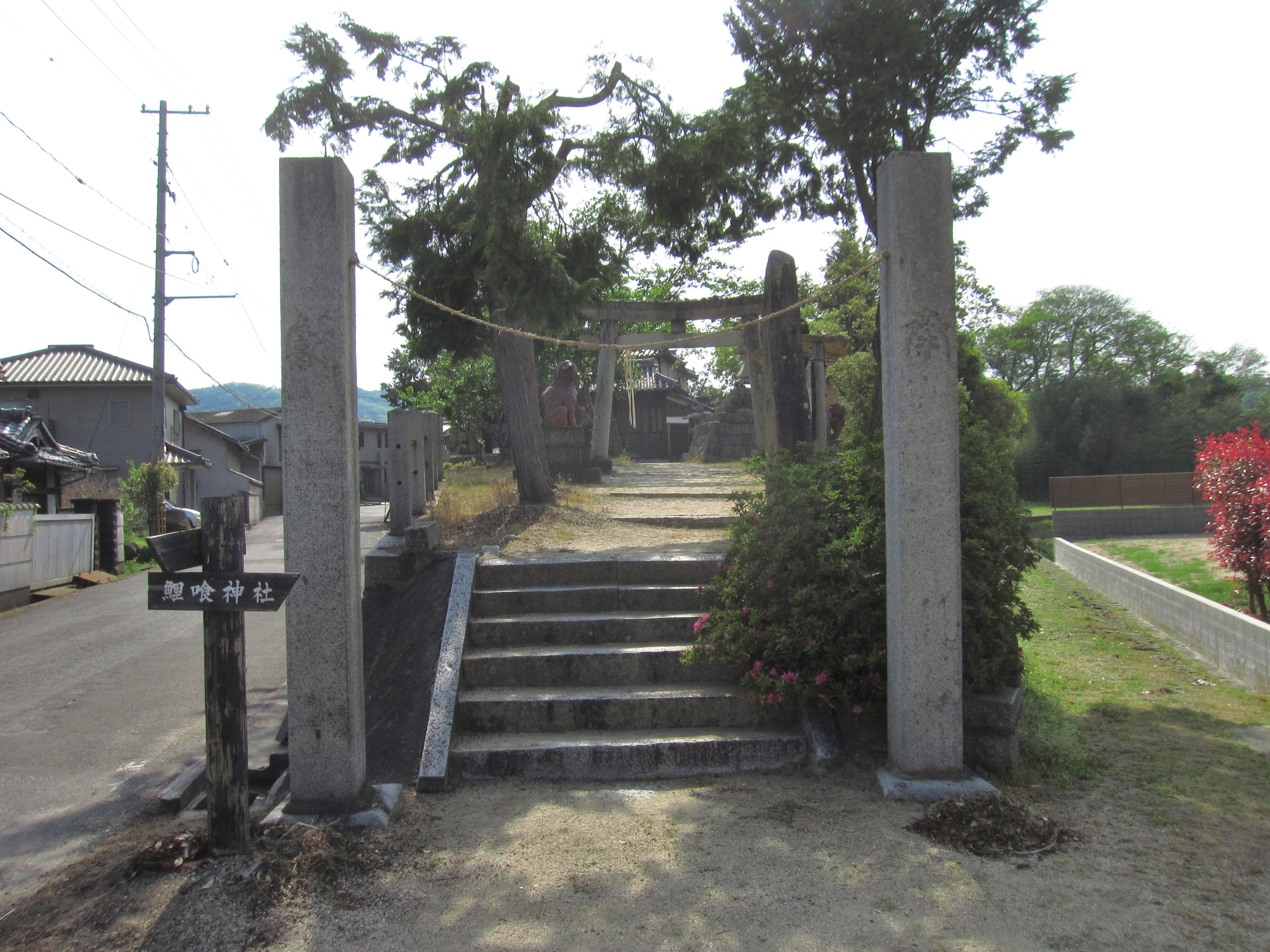
鯉喰神社
倉敷市矢部（34°39′47″N 133°49′31.75″E / 34.66306°N 133.8254861°E）。
彌生時代的墳丘墓。相傳吉備津彥命曾建造石盾以防衛，山頂的五塊平坦的岩石稱為石之盾。

- 矢置岩
岡山市北區吉備津的吉備津神社境內（34°40′17.28″N 133°51′3.38″E / 34.6714667°N 133.8509389°E）。
據說吉備津彥曾經將自己的箭放置於此。人們相信它在古代是一塊神聖的盤座（古代神道教中對於岩石的信仰。）[8]。1月3日，這裡會舉辦與傳說相關的名為「矢立神事」的儀式。

- 矢喰宮（やぐいのみや）
岡山市北區高塚（34°41′31.24″N 133°48′5.96″E / 34.6920111°N 133.8016556°E）。
據說這裡是溫羅投擲的一塊石頭被吉備津彥命射出的箭擊中後落下的地方。場內有許多巨大的岩石。

- 血吸川（ちすいがわ）
從鬼之城往南，經過矢喰宮附近的小河（34°41′34.62″N 133°47′58.34″E / 34.6929500°N 133.7995389°E）。
吉備津彥命同時射出的兩支箭之一射中溫羅的左眼，血液噴出成為川流。

- 赤濱（赤浜，あかはま）
總社市赤濱（34°41′6.67″N 133°48′5.18″E / 34.6851861°N 133.8014389°E）。
集落名。據說因其被溫羅的血染成紅色而得名。

- 鯉喰神社（こいくいじんじゃ）
倉敷市矢部（34°40′2.55″N 133°49′11.94″E / 34.6673750°N 133.8199833°E）。
據說，這裡是吉備津彥化身為鵜捕獲變成鯉魚逃走的溫羅的地方。

- 楯築墳丘墓
- 矢置岩
- 矢喰宮
- 鯉喰神社

### 終焉傳承地
- 白山神社
岡山市北區首部（34°41′9.43″N 133°53′46.97″E / 34.6859528°N 133.8963806°E）。
據說溫羅被斬首之處。也有說頭顱被串起來示眾，因而產生了「首村」（現今的首部）的地名。廟宇內尚有供奉溫羅的鬼神首塚遺址。

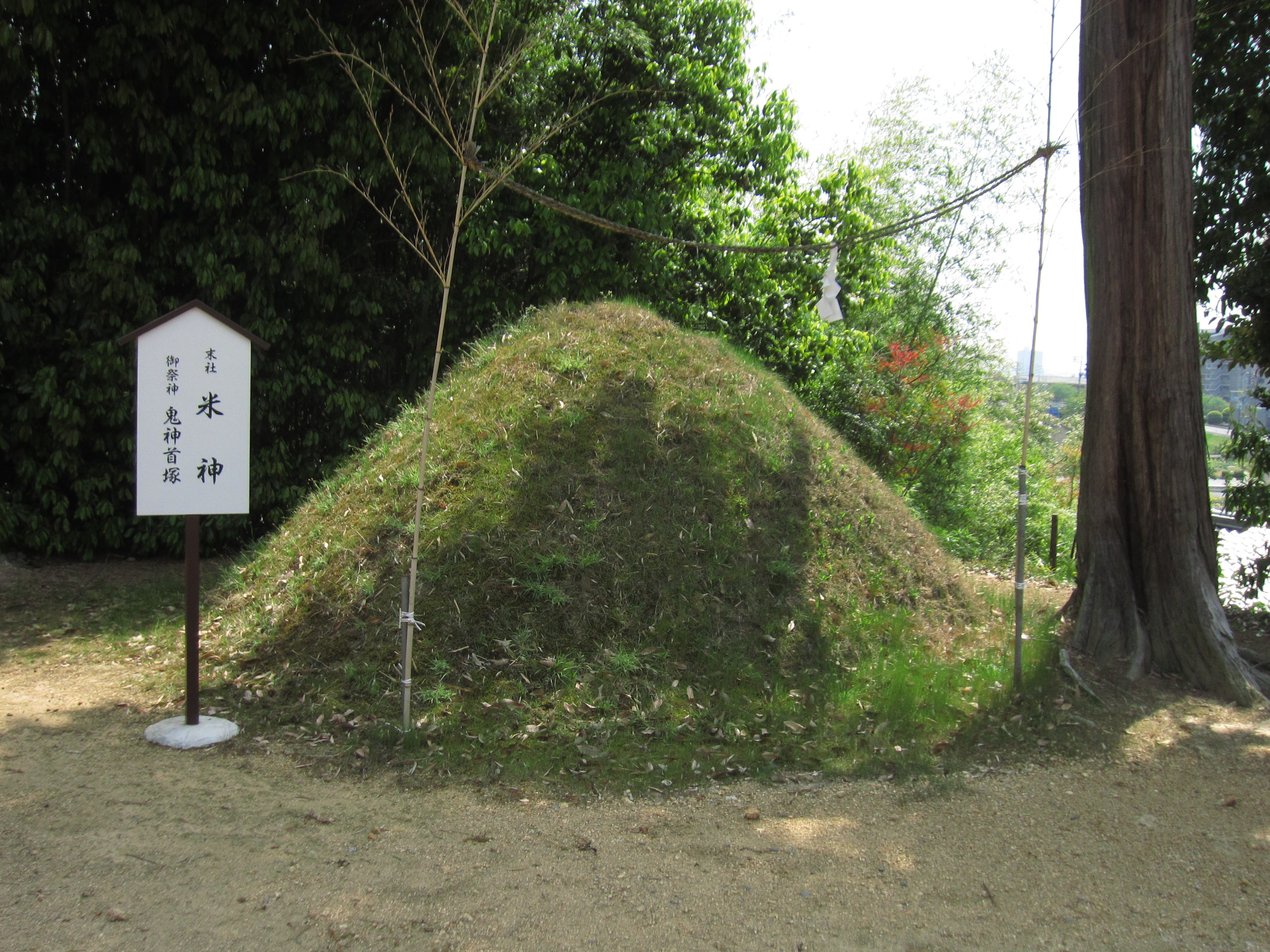
白山神社境内首塚
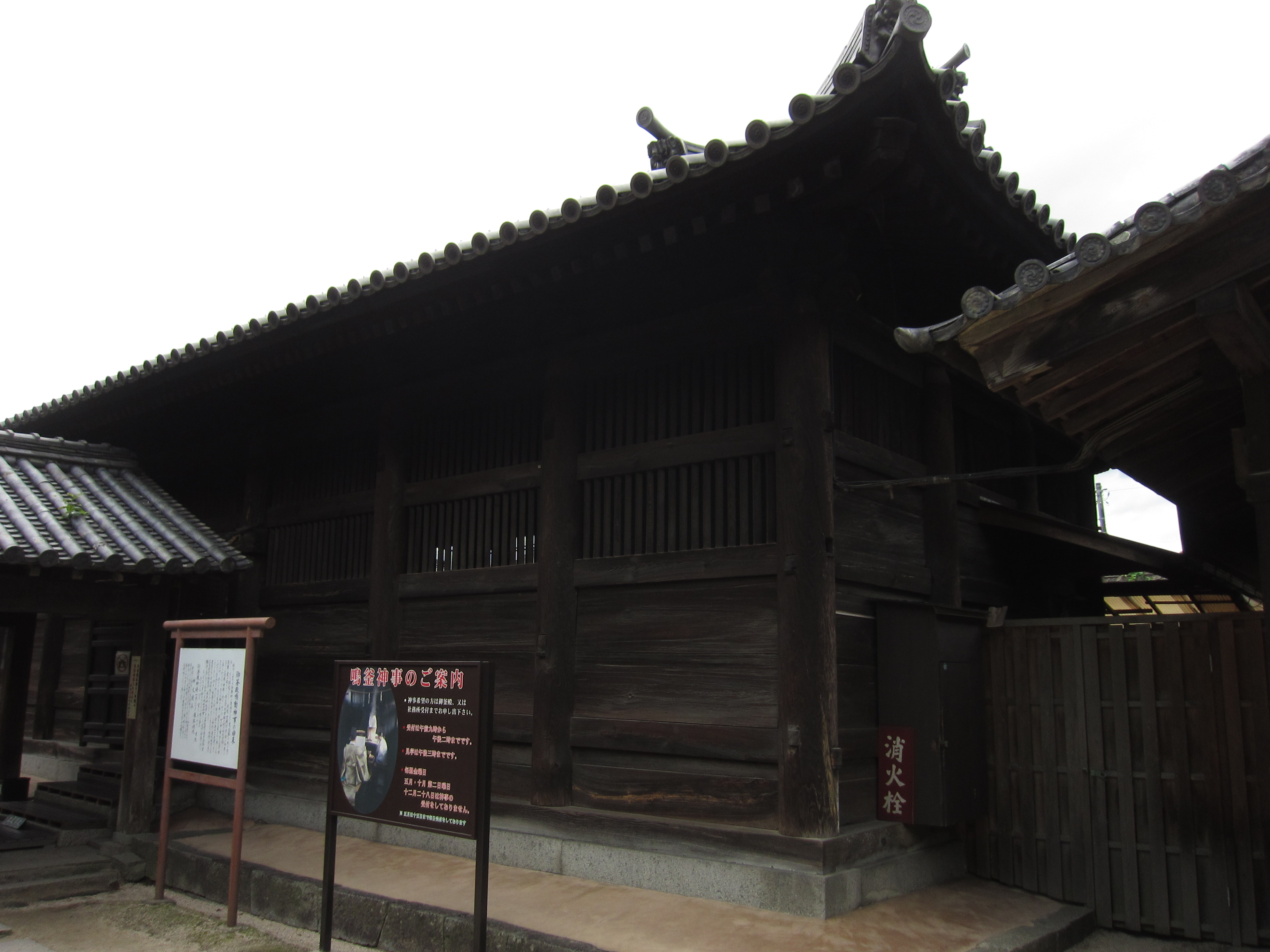
吉備津神社 御釜殿（おかまでん）
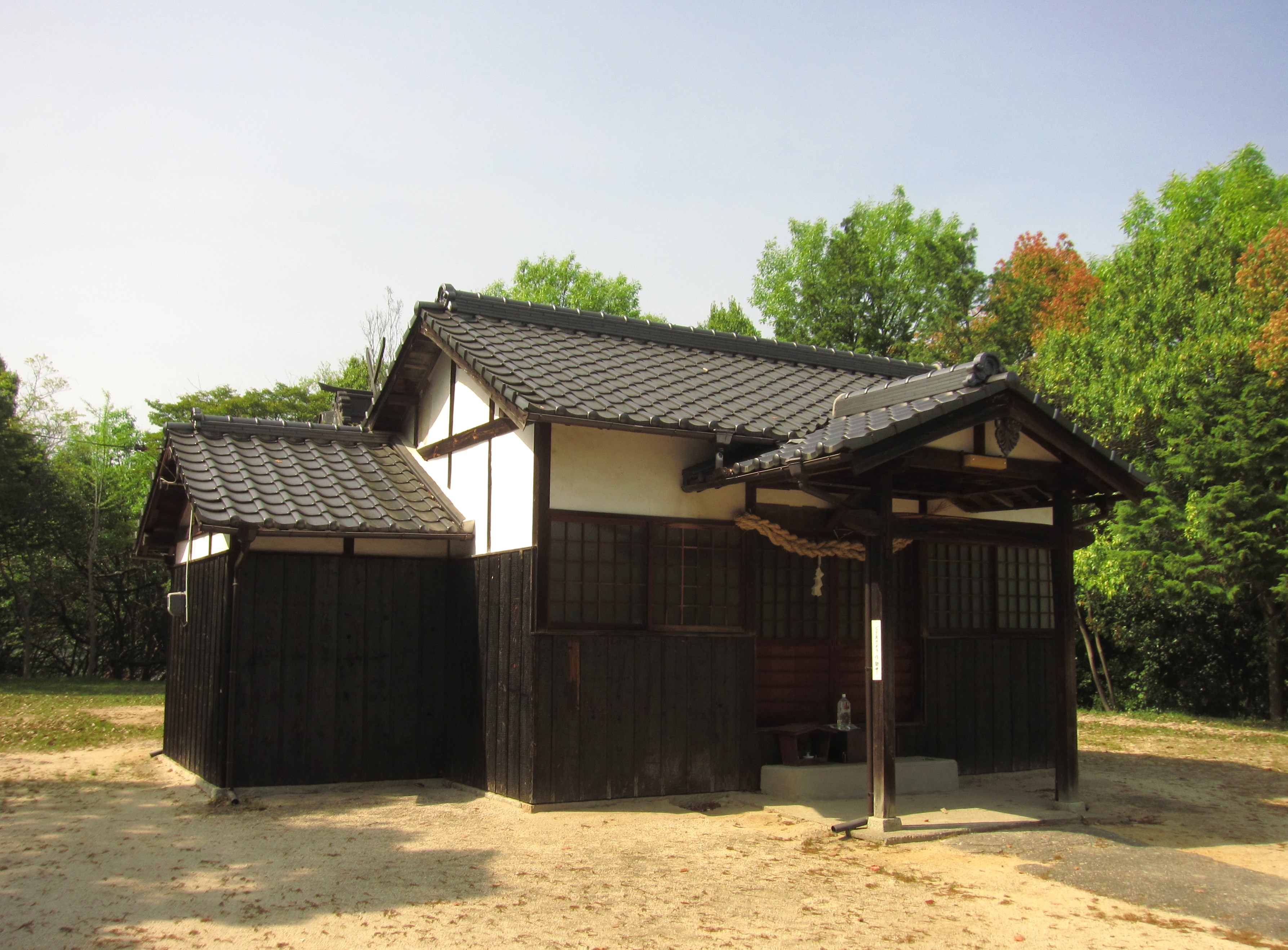
艮御崎神社
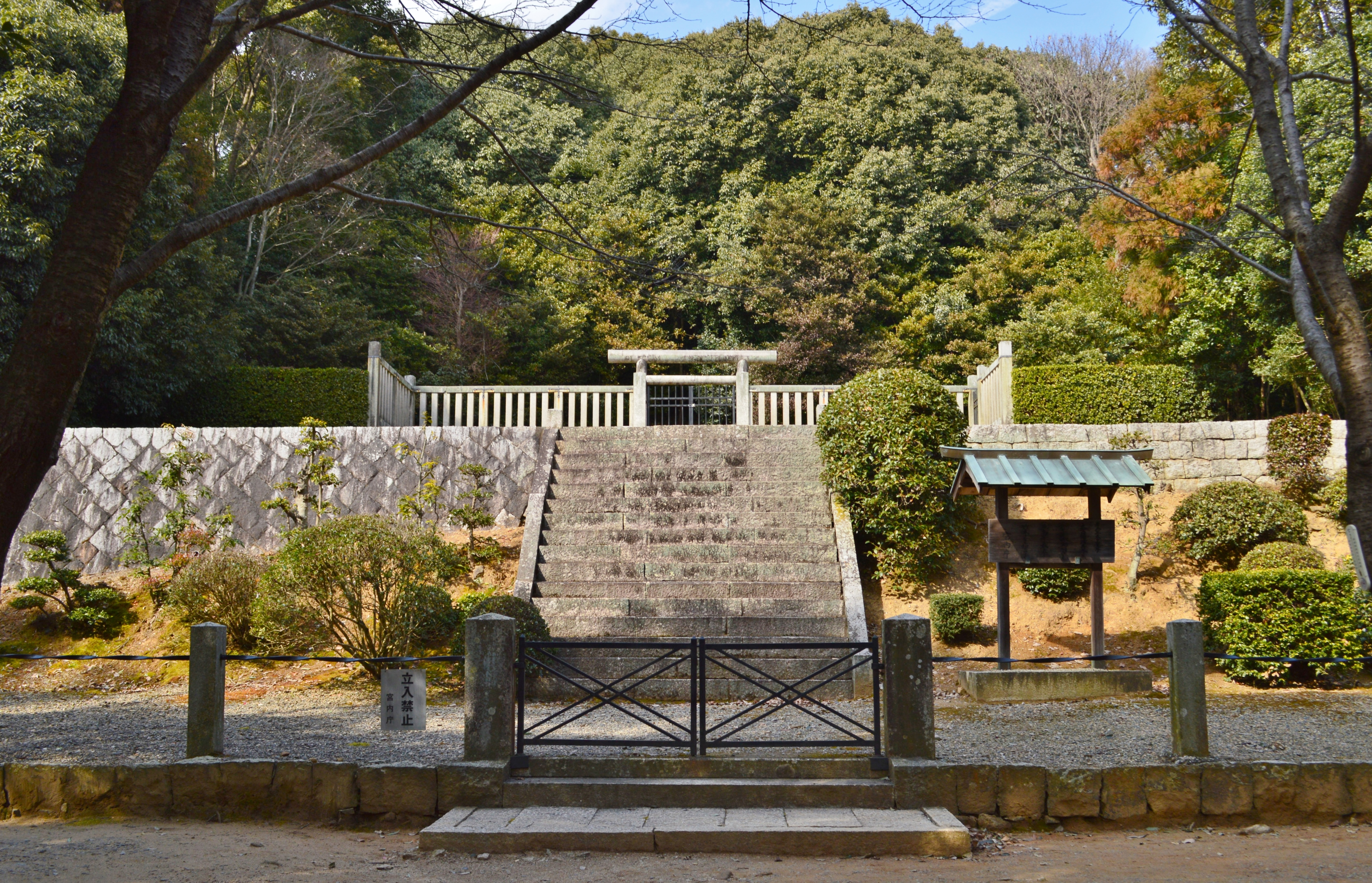
大吉備津彦命墓
岡山市北區吉備津的吉備津神社境內（34°40′10.85″N 133°50′58.67″E / 34.6696806°N 133.8496306°E）。
位於寺廟境內的一角，建築物是國家重要文化財產。傳說溫羅的首級不斷低鳴，因此從首村遷移，埋葬在御釜殿的地下。關於溫羅的祭祀儀式「鳴釜神事」則為上田秋成之作《雨月物語》所記載。

- 艮御崎神社（うしとらおんざきじんじゃ）
岡山市北區辛川市場（34°40′56.03″N 133°51′58.35″E / 34.6822306°N 133.8662083°E）。
位於小丸山丘陵上，據說這裡供奉著溫羅的軀體。

- 青陵神社（あおはかじんじゃ）
岡山市北區谷萬成（34°40′39.62″N 133°53′49.11″E / 34.6776722°N 133.8969750°E）。
據說吉備津彥命與溫羅的戰鬥中，斬殺了兩位鬼的頭顱，並將其供奉。

- 中山茶臼山古墳
岡山市北區吉備津（34°39′58.19″N 133°51′17.36″E / 34.6661639°N 133.8548222°E）。
宮內廳治定「大吉備津彥命墓」。位於吉備中山山頂。

- 白山神社境内首塚
- 吉備津神社御釜殿
- 艮御崎神社
- 大吉備津彦命墓

### 其他
- 皷神社（つづみじんじゃ）
岡山市北區上高田。
式內社。祭祀吉備津彥命之後的高田姬命[9]。此外，高田姬命的出生地在當地，她的父親是當地的縣主，治理當地的是樂樂森彥命[9]。

## 關係文書
- 『梁塵秘抄』
平安時代末的歌謠集。下面這首詩是關於吉備津神社[10]：|  | 一品（いっぽん）聖霊（しょうりょう）吉備津宮、新宮、本宮、内の宮、隼人崎、北や南の神客人、丑寅みさきは恐ろしや[註 1] |「丑寅御崎」是溫羅傳說中吉備津神社釜殿的精靈。[11][12]。

- 『多聞院日記（日语：多聞院日記）』
永祿11年（1568年）5月16日の記事で、鳴釜の存在を伝える[13]。

- 『備中吉備津宮勸進帳』
安土桃山時代、天正11年（1583年）。以「鬼神」的身份記載。溫羅傳說的初見[14]。

- 『鬼之城緣起』（鬼ノ城縁起）
平安時代中期的延長年間（923年-931年）書寫。以「鬼神」的身份記載。

- 『備前吉備津彦神社緣起寫』
江戶時代前期、延寶年間（1673年-1681年）。以「吉備冠者」的身份記載。

- 『備中國大吉備津宮略記』
江戶時代中期、賀陽為德著。以「百濟之王溫羅」的身份記載。

- 『雨月物語』
江戶時代中期、上田秋成著。以鳴釜神事裡「吉備津之釜」記載。

## 考証
根據傳說，溫羅被描述為一位被討伐的人物。然而，也有人認為他是帶來製鐵技術，使吉備繁榮的渡來人，或被視為象徵著鐵文化的關鍵人物。吉備自古以來就是著名的鐵產地，正如"吹金的吉備（真金（まかね）吹く吉備）"這句話所顯示，在阿曾媛的出生地阿曾鄉（鬼之城東麓）也發現了製鐵遺跡。此外，鬼之城流出的血吸川的紅色，據說也是鐵分造成的。
此外，也有觀點認為吉備津神社的本祭神是溫羅。其中，推測在大和王權征服吉備之前，該神社供奉的是吉備的祖神，也就是溫羅，推測由於歸屬於王權，所以供奉的神明被更換了。

## 腳註
1. 1 2 3 4  鬼退治神話 （页面存档备份，存于） - 吉備津神社
2. ↑  藤井駿『吉備地方史の研究』法蔵館、1971年
3. ↑  藥師寺『吉備路 上』 (2008)，第69頁.
4. ↑  吉備津神社的內宮社祭神
5. 1 2  研究會 (2004)，第17頁.
6. ↑  鬼之釜 歷史標柱。
7. ↑  『地名』 (1988)，第607頁.
8. ↑  藥師寺『吉備路 上』 (2008)，第64頁.
9. 1 2  皷神社 （页面存档备份，存于）（岡山県神社庁）。
10. ↑  『地名』 (1988)，第608頁.
11. ↑  藥師寺『吉備路 上』 (2008)，第71-72頁.
12. ↑  藤井『吉備地方史の研究』 (1980)，第58-60頁.
13. ↑  藤井『吉備津神社』 (2008)，第72頁.
14. ↑  『地名』 (1988)，第24頁.
15. ↑  岡山県謎解き散歩 (2012)，第239頁.
16. ↑  岡山県謎解き散歩 (2012)，第174頁.
17. ↑  岡山県謎解き散歩 (2012)，第238頁.
18. ↑  藥師寺『吉備路 上』 (2008)，第74頁.
19. ↑  藥師寺『吉備路 上』 (2008)，第75頁.

## 關連項目
- 桃太郎
- 吉備國
- 吉備津神社
- 倭國大亂
- 倭跡跡日百襲媛命
- 百獸戰隊

## 外部連結
- 吉備津神社 （页面存档备份，存于）